# Ледесма, Габриэль Фернандес
Габриэль Фернандес Ледесма (исп. Gabriel Fernández Ledesma; 30 мая 1900, Агуаскальентес — 26 августа 1983, Мехико) — мексиканский художник, гравёр, скульптор, график, писатель и преподаватель. Он начинал свою творческую карьеру, работая с художником Роберто Монтенегро, затем перешёл в издательство и сферу образования. Его заслуги были отмечены двумя стипендями Гуггенхайма, медалью Хосе Гуадалупе Посады и членством в Салоне мексиканской пластики.

## Биография
Габриэль Фернандес Ледесма родился в 1900 году в большой интеллигентной семье в Агуаскальентесе.
Ещё до того, как стать заниматься в художественной школу, он и его друг Франсиско Диас де Леон основали группу под названием Круг независимых художников (исп. Círculo de Artistas Independentes) в Агуаскальентесе в 1915 году, через которую они организовывали выставки.
В 1917 году Фернандес Ледесма получил стипендию от правительства штата Агуаскальентес для посещений Национальной школы изящных искусств в Мехико. Там он учился у Леандро Исагьерре, Карлоса Ласо и Сатурнино Эррана. Чтобы заработать деньги на жизнь в студенческие годы, он работал помощником каллиграфа, а затем отслеживал проекты по сельскохозяйственной собственности в Главном национальном архиве.
Фернандес Ледесма женился на Исабель Вильясеньор, икона послереволюционного периода Мексики. У них была одна дочь — Олинка.
Фернандес Ледесма умер в Мехико в 1983 году.

## Творчество

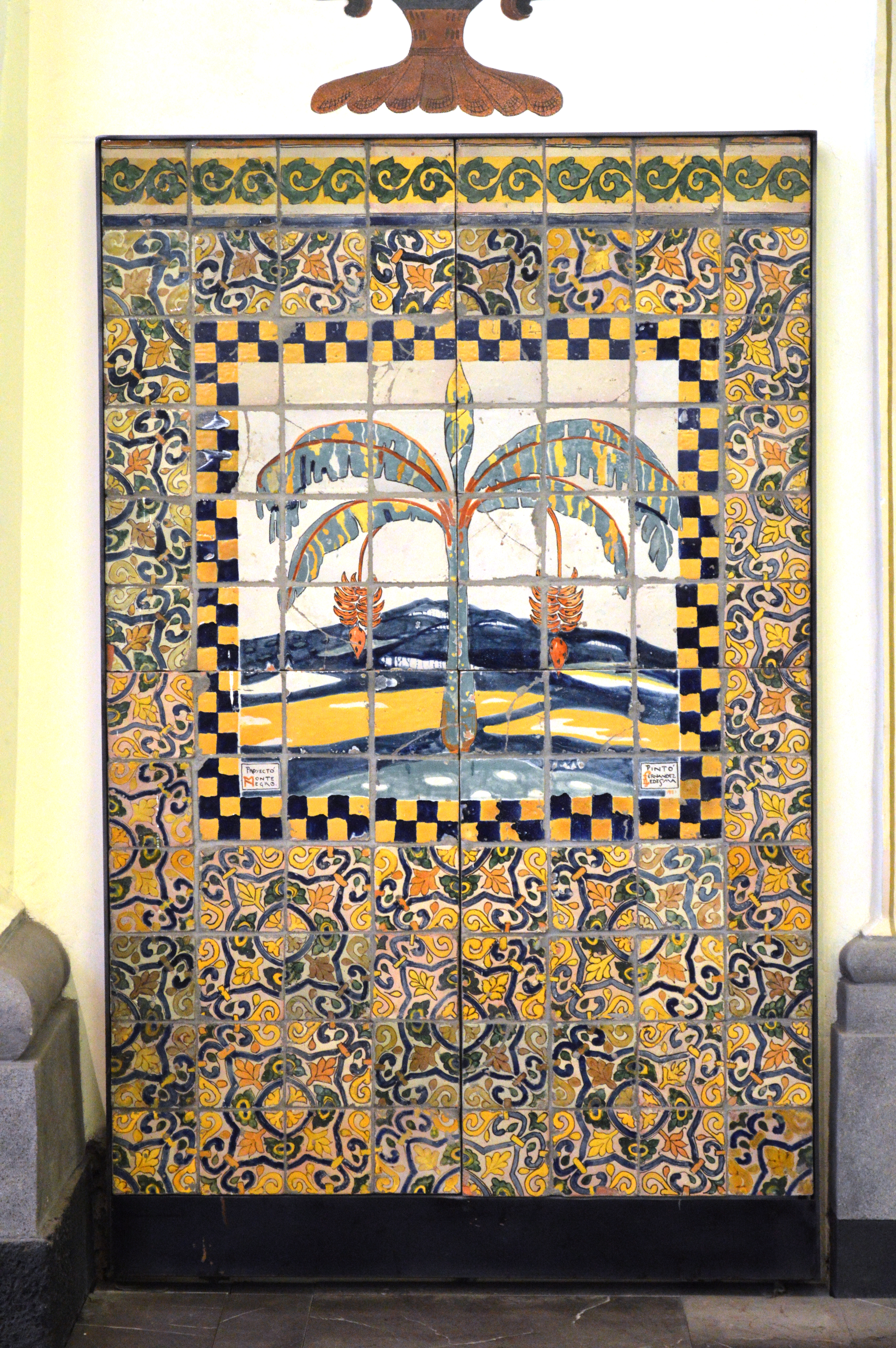
Плитки, созданные Фернандесом Ледесмой и Монтенегро в бывшей церкви

Фернандес Ледесма был художником, муралистом, гравёром, фотографом, писателем, редактором, дизайнером и исследователем мексиканских ремесёл и народного искусства. Он начинал свою карьеру, работая над проектами, связанными с правительством, часто сотрудничая или помогая Роберто Монтенегро. В начале 1920-х годов он получил разрешение от тогдашнего министра образования Хосе Васконселоса создать современные проекты плитки для церкви бывшего монастыря Сан-Педро-и-Сан-Пабло. Фернандес Ледесма решил возродить плитки Пуэбла Талавера для этой цели. В 1922 году он отправился в Рио-де-Жанейро в качестве помощника Монтенегро для создания муралов, которые украшали стены Мексиканского павильона для Международной выставки Столетия независимости. Когда он вернулся из Бразилии, министр образования Хосе Васконселос назначил его художественным руководителем павильона керамики на факультете химических наук.
Большая часть остальной карьеры Фернандеса Ледесмы была связана с издательской деятельностью и образованием. В 1924 году, вновь с Монтенегро, он проиллюстрировал назидательную книгу «Классические чтения для детей» (исп. Lecturas clásicas para niños) и работал в журнале «El Maestro», а также создал печатную мастерскую для содействия развитию гравюры в Мексике. В 1926 году Фернандес Ледесма основал журнал под названием «Forma», спонсируемый правительством Мексики, оставаясь его редактором в течение нескольких лет. В 1920-х годах он также работал иллюстратором для еженедельного журнала «El Universal Ilustrado». В 1935 году Фернандес Ледесма возглавил редакцию журнала «Secretará de Educación Pública». Кроме того, он редактировал и издал несколько книг по мексиканскому народному искусству, включая «Juguetes Mexicanos», опубликованную в 1929 году.
Его преподавательская деятельность началась в 1925 году, когда он начал работать учителем рисования в Министерстве народного образования, а в 1926 году — в Центре народного искусства. После отказа от должности директора в одном из Школ живописи на открытом воздухе, Фернандес Ледесма, его братья и Гильермо Руис решили создать Школу скульптуры и резьбы. Школа бросила вызов идее искусства ради искусства, сосредоточившись на ремёслах и народном искусстве, а также обучая рабочих и детей. В 1928 году он был одним из основателей группы «¡30-30!» вместе с Фернандо Леалем и Рамоном Альвой де Каналем. Эта группа отличалась враждебностью к академическим кругам, попыткой изменить способ обучения студентов искусству и убеждённостью в том, что искусство должно иметь социальную цель превыше всех остальных.
Фернандес Ледесма также организовал выставку мексиканского искусства за рубежом. В 1929 году он был направлен в Испанию, чтобы возглавить выставку работ студентов Школ живописи на открытом воздухе и Центра народного искусства для Иберо-американской выставки 1929 года в Севилье. В 1940 году он и Мигель Коваррубиас подготовили выставку под названием «20 веков мексиканского искусства», которая была показана в Нью-Йорке. Фернандес Ледесма был одним из основателей Лиги революционных писателей и художников (исп. Liga de Escritores y Artistas Revolucionarios) в 1934 году и при поддержке Министерства народного образования, выставляя работы своих коллег в Париже в 1938 году под названием «Искусство в политической жизни Мексики» (фр. Artdans la vie politique mexicaine).
Признание за свою работу Фернандес Ледесма получил в 1942 году, удостоившись стипендии Гуггенхайма для научной литературы. Повторно он получил её в 1969 году. В 1975 году ему была вручена медаль Хосе Гуадалупе Посады в Агуаскальентесе, а в 1982 году во Дворце изящных искусств Беллас прошла ретроспектива его работ под названием «Художник и культурный промоутер. Габриэль Фернандес Ледесма» (исп. Artista y promotor cultural. Gabriel Fernández Ledesma). Он также был принят в качестве члена Салона мексиканской пластики.